# A Foolish Agreement
A Foolish Agreement è un cortometraggio muto del 1914 diretto da Ashley Miller.

## Produzione
Il film fu prodotto dalla Edison Company.

## Distribuzione
Distribuito dalla General Film Company, il film - un cortometraggio in una bobina - uscì nelle sale cinematografiche degli Stati Uniti il 23 giugno 1914.